# Кхалиаджури
Кхалиаджури (бенг. খালিয়াজুড়ি, англ. Khaliajuri) — город на северо-востоке Бангладеш, административный центр одноимённого подокруга. Площадь города равна 18,21 км². По данным переписи 2001 года, в городе проживало 4630 человек, из которых мужчины составляли 52,87 %, женщины — соответственно 47,13 %. Плотность населения равнялась 254 чел. на 1 км². Уровень грамотности населения составлял 19,3 % (при среднем по Бангладеш показателе 43,1 %).